# Rivière-sur-Tarn

Rivière-sur-Tarn este o comună în departamentul Aveyron din sudul Franței. În 1 ianuarie 2022 avea o populație de 1.045 de locuitori.